# Disophrys sogdiana
Disophrys sogdiana är en stekelart som beskrevs av Josef Fahringer 1937. Disophrys sogdiana ingår i släktet Disophrys och familjen bracksteklar. Inga underarter finns listade i Catalogue of Life.